# Ernst Salén (1836–1894)
Ernst Johan Reinhold Salén, född 5 maj 1836 i Stockholm, död 4 december 1894 i Stockholm, var en svensk läkare. Han var farbror till Ernst Salén (1888–1968).
Han var son till kontraktsprosten Nils Salén och Kristina Elisabeth Bergh.
Salén bedrev läroverksstudier i Sundsvall och Härnösand, studerade även vid Uppsala universitet och tog 1869 med.dr..examen. Åren 1865–1868 var han verksam vid Akademiska sjukhuset i Uppsala och Serafimerlasarettet. Åren 1868–1889 var han docent i oftalmologi i Uppsala. Åren 1865–1884 var han praktiserande läkare i Göteborg, barnmorskeläkare samt andre läkare vid Sahlgrenska sjukhuset.
Åren 1875–1884 var han ledamot av Göteborgs stadsfullmäktige, 1878–1883 ledamot i styrelsen för Sahlgrenska, 1879–1884 i hälsovårdsnämnden, renhållningsverket och allmänt engagerad i sjukvårdsfrågor. Han var även revisor för Louise Ekmans (von Düben) donationsfond för behövande sjuka samt ordförande för Svenska läkaresällskapet.
Han verkade i Stockholm 1884–1889.
Han har fått en gata i Guldheden uppkallat efter sig, Doktor Saléns gata.